# Cesare Fiaschi

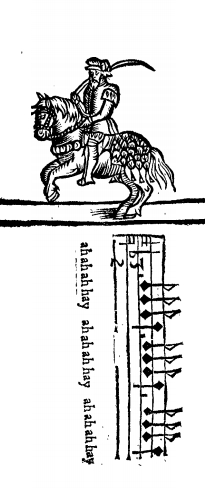
Gravure de La manière de bien emboucher, manier et ferrer les chevaux (ed. 1564). Le port d'une plume à la place de la gaule symbolise la légèreté aux aides et des notations musicales permettent de restituer la notion de cadence dans les mouvements du cheval.

Cesare Fiaschi (né en 1523 à Ferrare et mort après l'année 1570) est un écuyer italien du XVIe siècle et l'un des fondateurs de l'équitation académique.

## Biographie
Gentilhomme de Ferrare et célèbre écuyer de la première moitié du XVIe siècle, Cesare Fiaschi est le fils de Girolamo et Eleonora Sacrati. Il descend d'une des plus importantes familles de Ferrare. Son frère Alessandro joua un rôle important à la cour des Este et fut ambassadeur en France, en Espagne, à Rome et en Allemagne. Il fonde en 1534 à Ferrare une école d'équitation et fut le maître du fameux Gianbatista Pignatelli, à l'école duquel furent instruits Salomon de La Broue et Antoine de Pluvinel. Avec son contemporain Federico Grisone il est l'un des fondateurs de l'équitation italienne de la Renaissance qui est à l'origine des équitations européennes de cette période.
Le cheval tenait une place importante dans la cité des Este où il était associé à toutes les évènements publics. C'est dans cette cité que le premier Palio vit le jour en 1259, et officialisé dans les Lois de la ville par les guildes en 1279. Ferrare était aussi fameuse pour les tournois somptueux qui s'y déroulaient.
Son académie d'équitation est la première où sont mariés le mouvement du cheval, et notamment la cadence des allures, et le rythme de la musique afin d'obtenir une danse hiératique et élégante.

## Traité
Son ouvrage Trattato dell'imbrigliare, atteggiare, & ferrare cavalli, écrit en italien, eut de très nombreuses éditions et fut l'objet de plusieurs traductions françaises sous le titre La manière de bien emboucher, manier et ferrer les chevaux. La première édition en italien de 1556, publiée à Bologne par Anselmo Giaccarelli, est dédiée au roi de France Henri II. L'édition en français, parait en 1564. La traduction initiale en est faite par François de Prouane .
Ce livre est considéré comme le premier véritable ouvrage de maréchalerie. Pour la première fois, est introduite l'idée que la ferrure, outil de protection, peut contribuer à résoudre différents problèmes comme les vices d'allure. 
Le traité contient déjà les notions de ramener, de rectitude, de rassembler. Fiaschi recommande une attitude intermédiaire entre le port au vent et l'enroulement. Pour élever la tête, il utilise le caveçon et rejette l'emploi de l'enrênement fixe. Il associe rassembler, ramener et mobilité de la mâchoire. Dans les illustrations le port d'une plume à la place de la gaule symbolise la légèreté aux aides et des notations musicales permettent de restituer la notion de cadence dans les mouvements du cheval.
Cet ouvrage présente un intérêt artistique certain en raison de la beauté de la typographie, de la qualité de la composition et de la mise en page, du nombre et du graphisme des lettrines gravées sur bois, et des nombreuses planches qui l'illustrent. Le texte comprend trois livres. En frontispice de chacun, on trouve une planche gravée sur bois en pleine page représentant une scène en rapport avec le sujet traité. Le premier traité est consacré à l'éperonnerie et est introduit par une planche représentant l'atelier d'un artisan en train d'ajuster un mors qu'il a fabriqué dans la bouche du cheval que tient un gentilhomme. La seconde planche représente l'intérieur d'un manège et un cavalier au pas qui suit les conseils du maître de manège. La troisième dépeint le ferrage d'un cheval à l'intérieur de la forge. La planche du manège et les petits cavaliers qui animent les plans de terre sont les seules illustrations connues d'hommes à cheval de toute œuvre imprimée italienne du XVIe siècle. Les traductions qui suivront ne reproduiront pas ces trois planches. L'ouvrage comprend quarante planches de mors dont les quatre dernières présentent des vues de mors démontés. Ces gravures et celles de fers qui terminent l'ouvrage sont parmi les premières connues dans l'histoire du livre imprimé.
L'édition vénitienne de 1598 chez Vincenzo Somascho comprend une note sur les maladies des chevaux qui est reprise dans l'édition de 1614 chez le même éditeur, tandis que l'édition padouane de 1628 chez Pietro Paolo Tozzi comprend le Trattato di mescalzia, traité sur la ferrure de Filippo Scacco. Ces annexes ne sont pas attribuées à Fiaschi.
Même si ce traité ne connut pas le succès de celui de Federico Grisone, il circula largement, notamment dans sa traduction en français qui fut réimprimé à de nombreuses reprises.

## Apports

### Règles d'une nouvelle école d'équitation
L'objectif affirmé de Cesare Fiaschi est de codifier l'art équestre, d'énoncer les règles relatives à l'exécution correcte des différents airs en ordonnant les nombreuses pratiques existantes, règles qui feraient autorité et qui protègeraient le cavalier qui les suivraient des citriques. Le traité de Fiaschi est un manuel des différents exercices réalisables avec un cheval déjà parfaitement dressé. Il décrits des exercices qui ont pour certains, comme la passade, ont une finalité militaire, et d'autres dont le simple dessein est esthétique ou permet de montrer sa virtuosité comme les sauts d'écoles.
Il précise qu'il n'aborde pas certains sujets qui ont déjà fait l'objet d'écrits de la part de cavaliers, signe qu'à cette époque le traité équestre était déjà un gente littéraire répandu. Il ne fait pas seulement référence à Grisone, son prédécesseur immédiat dont l'ouvrage fut imprimé, mais aussi à tous les auteurs dont les travaux circulaient sous forme manuscrite et qui demeurent à ce jour inconnus. Il a conscience que les règles qu'il édicte participent à un large débat où différentes pratiques s'affrontent.

### L'art de brider
Le premier des trois livres est consacré à l'art de brider le cheval, c'est-à-dire au choix de l'embouchure qui convient le mieux au cheval. En fonction de ce choix, le cavalier peut « gagner ou perdre » le cheval. Ce choix requiert une évaluation fine la morphologie du cheval procédant d'abord d'un examen de son dos, des membres et des pieds. Fiaschi avertit qu'il ne faut pas changer constamment de bride pour corriger des défauts physiques de l'équidé, notamment en augmentant la sévérité du mors, le résultat allant dans ce cas à l'inverse de l'effet escompté car le tourment infligé à l'animal le rend d'abord indiscipliné avant de le paralyser. La bride doit être choisie en fonction de la morphologie générale du cheval et de l'anatomie de sa bouche. Tout comme Grisone le fit avant lui, Fiaschi explique que chacune des brides présentée dans son traité a un usage singulier et doit être choisie en fonction des caractéristiques, des attitudes et des défenses propres à chaque cheval. De même, il préconise d'utiliser d'abord le mors le plus gentil qui soit.
Une fois que le cavalier a choisi un mors, il doit observer ses effets en demandant à un tiers de monter le cheval. Il conseille au lecteur de ne pas abandonner l'usage du caveçon trop tôt car il permet d'acquérir les bases du dressage tout en préservant la bouche du cheval. Il recommande de le conserver tant que le cheval n'a pas acquis une position correcte de la tête et de l'encolure. À l'époque, trois types de caveçons étaient utilisés, en corde, en cuir et en fer. Selon Fiaschi, celui en corde, le plus gentil, doit être utilisé en premier. Ceux en cuir et en acier, plus sévères, doivent être utilisés dans des phases de dressage plus avancées, en fonction des besoins. Contrairement à Grisone qui les utilise après la première étape du dressage, Fiaschi est contre l'usage des « fausses rênes », considérant qu'elles durcissent la bouche du cheval et le rende insensible.

### Les airs relevés
Le second livre est consacré aux différents airs, maneggi, et sauts d'école. Les airs d'école sont constitués de différentes variations de l'exercice de la passade,et se caractérisent par une volte exécutée à la fin d'une ligne droite nommée repolone. Parmi elles figure celle que Fiaschi nomme « volte sur les hanches » dans laquelle le cheval exécute une pirouette renversée sur les antérieurs. Cet air est considéré comme particulièrement utile lors des « tilts », joutes qui se pratiquaient avec des barrières en bois qui séparaient les compétiteurs, car il permet au chevalier de dépasser l'adversaire par derrière alors qu'il fait encore tourner sa monture. Comme pour les sauts, ces airs procèdent du « galop rassemblé », qui est l'équivalent du terre à terre actuel, c'est-à-dire d'un galop très rassemblé à deux temps dans lequel le cheval concentre ses forces pour sauter et qui est aussi utilisé dans la préparation de la capriole. A la description de chaque figure, Fiaschi joint lsa partition musicale correspondante.
Fiaschi alerte ses lecteurs sur le danger de dresser à la pratique des airs les chevaux qui vont être utilisés à la guerre ou lors de duels. Le risque est que l'animal les exécute spontanément lors du combat, entravant ainsi la capacité du cavalier à se défendre d'une attaque. Pour la même raison, il est contre l'exécution fréquente de la pesade qui, lorsque le cheval élève ses antérieurs trop haut, manifestation le cavalier le contrôle peu, expose ce dernier à être désarçonné en cas de choc au combat. La pesade doit toujours être exécutée sur demande du cavalier et jamais à l'initiative de l'animal. Fiaschi distingue le dressage utilitaire à des fins militaires de la dimension artistique de l'équitation dont l'objectif est de montrer les qualités du cheval, sa complicité avec son cavalier, son agilité et son courage. Il fait preuve d'une grande sensibilité envers le cheval. Il présente des exercices très proches de ceux de l'équitation académique à naître quand il propose, par exemple, de finir la ligne droite de la passade par un piaffer au lieu d'une pesade, en veillant à ce que le cheval relâche sa mâchoire et mâche son mors, ou quand il suggère d'effectuer du galop à faux sur des voltes pour rendre le cheval plus fort et plus résistant, exercice qui est utilisé aujourd'hui pour améliorer le rassembler et la rectitude.

### Les caractéristiques des races
L'homme de cheval doit connaitre les caractéristiques des différentes races de chevaux. En fonction de l'endroit où ils sont nés et où ils ont grandi, les équidés ont des comportements et des dispositions qui affectent leur dressage. Fiaschi confirme le préjugé largement répandu à la Renaissance, à l'encontre les chevaux originaires du nord de l'Europe, se référant communément aux Frisons, qu'il considère non fiables et paresseux. A linverse, il apprécie les chevaux turcs, qualifie les chevaux de Sardaigne de fiers et se plaint de la dégénérescence des Napolitains. Il préfère par-dessus tout les Espagnols, les jugeant francs et volontaires, et donc ne méritant pas d'être maltraités. Il conseille à l'inverse un traitement brutal envers le pauvre Frison, disant qu'en règle générale il doit être endurci avec dureté, « battu sans respect ».
La couleur de la robe et la présence de marques sont aussi des éléments décisifs de la nature du cheval. Les robes claires sont considérées comme un signe de faiblesse car elles révèlent un tempérament flegmatique

### L'équitation idéale selon Fiaschi
Le cavalier est supposé agir au moment approprié pour que son action soit efficace et doit adapter ses actions à la disposition du cheval à cet instant. Ce principe d'après Fiaschi, constitue l'essence même de l'équitation. Il annonce ouvertement être contre la violence et la colère. Son équitation idéale nécessite calme et discipline de la part du cavalier, ainsi que d'avoir des chevaux obéissants et très éduqués, pouvant être montés par n'importe qui et pas seulement par celui qui les a dressés, y compris par un enfant. Pour parvenir à cet objectif, le cavalier doit faire preuve de dextérité et de jugement., mais par-dessus tout de connaissance et d'expérience car chacune de ses actions doit être fondée. Il doit aussi éviter de surexploiter le cheval, de l'entrainer trop fort, afin de préserver intact son désir de bien faire. Pour Fiaschi, l'art équestre a une forte dimension sociale et doit se conformer à l'idéal de grâce et de sprezzatura qui régit le comportement du gentilhomme.
La dimension esthétique de l'art équestre doit cependant toujours composer avec l'objectif d'obtenir le maximum de mobilité et d'agilité de la part du cheval. Il considère que la position ramenée de la tête et de l'encolure est essentielle pour qu'il ait l'attitude la plus élégante, mais aussi pour garantir qu'il restera soumis au mors et pour améliorer son rassembler, et donc lui permettre d'effectuer les exercices les plus sophistiqués. L'angle tête-encolure ne soit jamais être ni trop ouvert ni trop fermé, le chanfrein demeurant proche de la verticale. Pour obtenir cette attitude, le cavalier doit utiliser sa main intelligemment, avec une action des rênes qui « prend et qui donne », ce que le grand maître portugais de l'équitation Nuno Oliveira considèrera quatre siècles plus tard comme le secret capital de l'équitation.
Cesare Fiaschi termine son ouvrage en exhortant ceux qui veulent exceller dans les vertus chevaleresques de ne pas seulement lire ce qui a été écrit sur le sujet dans le passé et dans le présent, mais aussi à regarder les autres cavaliers, à s'intéresser aux discussions sur le sujet et surtout, à entretenir des relations cordiales avec les experts, en gagnant et conservant leur confiance. Dans cette discipline à la fois physique et intellectuelle, le véritable cavalier doit essayer d'imiter les meilleurs et les plus honnêtes de ses pairs, dont il dit « que même quand ils dorment, ils en rêvent » en parlant de l'art équestre, en ignorant ceux qui exercent leur profession uniquement pour le profit.

### Le pied et la ferrure
Le troisième et dernier livre est consacré à l'art de la ferrure. Cesare Fiaschi revient toujours au principe de baseː "Les pieds sont ceux qui portent tout le reste du corps, ..il est trop clair à chacun qu'un cheval ne peut cheminer sans pieds". Pour prévenir l'encastelure, rétrécissement congénital ou acquis du sabot qui fait boiter l'animal et qui provient d'une déformation de la couronne ou d'une déformation du sabot sans lésion de la couronne, il insiste sur la nécessité que la corne soit toujours souple. Pour éviter le resserrement des talons qui est souvent douloureux, il conseille l'application régulière d'onguents, pratique qui apparait alors comme novatrice. Intuitivement, il porte une attention particulière à toute la zone arrière des pieds antérieurs, où l'on sait aujourd'hui que se situent les problèmes naviculaires, et à la zone avant des pieds postérieurs, qui influe sur le jarret et donc sur le dos. Il recommande de ne jamais déforcer le pied de l'équidé car trop tailler expose à  des problèmes encore plus grands que le problème initial qu'on croyait pouvoir ainsi résoudre par un parage accentué. Il conseille enfin de se débarrasser au plus vite des chevaux ayant des problèmes de pied.
Cesare Fiaschi élargit les fonctions de la ferrure jusqu'ici cantonnée à un rôle protecteur, voire esthétique. Protectrice, notamment à la guerre, la ferrure devait assurer une bonne adhérence aux pieds. Les fers, larges, apportaient une bonne couverture et comportaient des crampons en talon, au moins aux antérieurs. Esthétique, elle comportait des artifices pour modifier et flatter les allures du cheval, les amenant à mieux lever les membres et à mieux manier les épaules. Avec l'apparition de la cavalerie aux dépens de la chevalerie, la ferrure doit désormais être plus efficace. Fiaschi condamne les crampons et préconise de s'assurer que le pied pose bien au sol en un seul temps. Seuls les fers ayant des crampons sur les deux branches sont admis. Il donne des conseils sur le parage et la ferrure des chevaux panards et cagneux. Le fer doit faire l'objet d'un ajustage raisonné. Constatant que la corne est plus solide sur le côté latéral du pied, il conseille de mettre davantage de clous en externe qu'en interne. Il décrit un fer de dépannage composé de deux branches articulées autour d'un rivet, et d'un fer sans clous fixé au moyen d'un rabat métallique sur le pourtour du pied et serré en talons par un boulon, apportant ainsi la preuve que le fer sans clous était déjà inventé au XVIe siècle.
Il utilise le fer à des fins palliatives, en jouant sur son épaisseur, la couverture, l'emplacement et le nombre de clous pour tenter de résoudre les problèmes d'aplomb et de locomotion. Pour ce faire, il raisonne et argumente tout en observant. Son raisonnement demeure toutefois empirique.

## Equitation et musique
Aux gravures qui illustrent son livre, véritable initiateur, Cesare Fiaschi associe une notation musicale. Ces portées musicales étaient destinées à redonner vie aux images et à transmettre le rythme perdu au cours de transcription visuelle du mouvement. La cadence est faite de la répétition d'un même rythme. Le rythme est consécutif de la régularité d'une foulée dans une allure donnée. La battue est le son provoqué par le poser d'un pied du cheval sur le sol. Le pas est à quatre temps, le trot à deux temps, le galop à trois ou quatre temps, le temps de suspension étant noté par un silence.
Chaque exercice est accompagné d'un plan qui indique les différentes figures qui le compose ainsi que le positionnement du cheval et du cavalier qui l'exécutent, ainsi que d'une partition musicale qui indique le rythme et spécifie le ton de la voix qui doivent être utilisés lors des différentes phases de son exécution. Il pousse à l'extrême une conception musicale de l'équitation qui place les notions de temps et de cadence comme fondements de l'art équestre et recourt à la codification musicale pour exprimer le rythme des mouvements du cheval et du cavalier. Ainsi, dans le livre II, il utilise une partition pour décrire l'exécution du galop rassemblé correct et des différents sauts d'école. Le moyen utilisé par Fiaschi souligne la difficulté à synthétiser la pratique équestre dans une description verbale, problématique déjà soulevée par Grisone et qui demeure cruciale pour tous les auteurs de traités équestres. En effet, il y a une part de l'équitation qui ne peut pas être transmise par des mots et qui peut parfois être communiquée par la musique, mais qui ne dépend finalement que de la sensibilité de chaque cavalier. Fischi a bien conscience de l'originalité de son approche et de la nécessité pour ses lecteurs d'avoir un haut niveau culturel pour pouvoir se l'approprier. Ce concept était incompréhensible pour la majorié des cavaliers de la Renaissance, la plupart n'ayant pas bénéficié d'une éducation musicale, et dissuada les autres auteurs comme Claudio Corte de faire référence à la partition musicale des différents airs équestres dans leurs traités.
L'idée d'un lien étroit entre l'art équestre et la musique est aussi évoquée par Pasquale Caracciolo qui ,en 1566 dans La Gloria del Cavallo, écrit que des connaissances dans le domaine de la musique sont les premières parmi tous les « sciences et les arts » qu'un maître écuyer doit acquérir pour « parvenir à l'excellence ». Mais pour Fiaschi, la musique représente bien plus qu'un moyen pour essayer d'expliquer le rythme et la cadence d'un exercice; c'est l'art qui incarne l'harmonie et la discipline vers lesquelles le cavalier doit tendre.
Cet idéal d'harmonie parfaite entre le cheval et le cavalier pose les fondements de la tradition du ballet équestre qui verra son apogée dans les carrousels au XVIIe siècle.
Pour Fiaschi, la voix devient le premier instrument de dressage. Elle améliore l'enchantement que procure un cheval parfaitement monté et permet au cavalier de contrôler sa monture sans laisser apparaitre aucun geste. L'équitation qu'il propose est en accord avec l'idéal philosophique Néo-platonicien de l'effet musical. Selon ce dernier, les chevaux ont une sensibilité particulière au rythme et à la cadence car ils partagent avec les hommes la même nostalgie de l'harmonie universelle que l'âme humaine rêve de retrouver.
Comme pour Grisone avant lui, la voix est pour Fiaschi une aide capitale Il lui attribue, comme à la musique, le pouvoir de corriger le cheval indiscipliné, de calmer le peureux et d'enhardir le paresseux. Il condamne cependant son utilisation avec un cheval dressé, conformément à l'idéal de la recherche de la dissimulation complète des aides qui deviendra un véritable impératif de l'équitation académique.

## Citations
« … Si d’aventure quelque gaillard Chevalier trouve étrange, qu’en ce second livre j’ai voulu insérer & peindre quelques traits & notes de Musique, pensant qu’il n’en estoit point besoin, je lui répond que sans temps & sans mesure ne se peut faire
aucune bonne chose, & partant ai-je voulu montrer la mesure par la musique figurée. »